# Paul Groves (tenore)
Paul Groves (Lake Charles, 24 novembre 1964) è un tenore statunitense.
Laureatosi alla Louisiana State University School of Music, nel 1991 si affermò alle Metropolitan Opera National Council Auditions e nel 1995 vinse il Richard Tucker Award.
Ha interpretato ruoli da protagonista nei principali teatri d'opera mondiali, tra cui: Boston Lyric Opera, De Nederlandse Opera, Teatro alla Scala, Los Angeles Opera, Opera di Chicago, Metropolitan Opera, Opéra national de Paris, Festival di Salisburgo, San Francisco Opera, Santa Fe Opera, Wiener Staatsoper, Opera Nazionale di Washington, Grand Théâtre de Genève, Welsh National Opera.

## Discografia
- A Salute to American Music (Richard Tucker Music Foundation Gala XVI, 1991)
- Mozart: The Magic Flute (Tamino) Wiener Philharmoniker, direttore d'orchestra: Riccardo Muti, regista teatrale: Pierre Audi; DVD/BR Decca (2006)
- Passing By - Songs by Jake Heggie (2010)